# Pirjo Aalto
Pirjo Aalto (nacida como Pirjo Mattila, Huittinen, 19 de febrero de 1961) es una deportista finlandesa que compitió en biatlón. Ganó dos medallas de bronce en el Campeonato Mundial de Biatlón, en los años 1985 y 1990.

## Palmarés internacional
| Campeonato Mundial | Campeonato Mundial  | Campeonato Mundial | Campeonato Mundial |
| Año                | Lugar               | Medalla            | Prueba             |
| ------------------ | ------------------- | ------------------ | ------------------ |
| 1985               | Egg am Etzl (Suiza) | Medalla de bronce  | Relevos            |
| 1990               | Oslo (Noruega)      | Medalla de bronce  | Relevos            |